# UEFA Women's Cup 2004/05
De UEFA Women's Cup 2004/05  was de vierde editie van de UEFA Women's Cup. Het toernooi werd gewonnen door 1. FFC Turbine Potsdam die in de finale Djurgårdens IF/Älvsjö over twee wedstrijden met 5-1 versloeg. De winnaar van 2003 en 2004, Umeå IK, werd in de kwartfinale door Djurgårdens IF/Älvsjö uitgeschakeld.
Dit seizoen namen er 42 landskampioen en de titelverdediger deel. In de eerste ronde namen 36 clubs deel die in negen groepen, die in toernooi vorm bij een van de deelnemende clubs werden afgerond, speelden en waarvan de groepswinnaar zich plaatste voor de tweede ronde. De negen groepswinnaars en zeven vrijgestelde clubs, de titelverdediger Umeå IK, 1. FFC Turbine Potsdam, Djurgårdens IF/Älvsjö, Arsenal LFC, Torres Terra Sarda (die de plaats van het failliete FC Foroni Verona innam), Trondheims-Ørn SK en Brøndby IF, speelden de tweede ronde in vier groepen die ook in toernooi vorm bij een van de deelnemende clubs werden afgerond en de nummers één en twee plaatsen zich voor de knock-outfase.

## Kwalificatie
|   | club                 | w - g - v | punten | doelsaldo |
| - | -------------------- | --------- | ------ | --------- |
| 1 | Alma KTZH            | 3 - 0 - 0 | 9      | 11-2      |
| 2 | SK Slavia Praag      | 2 - 0 - 1 | 6      | 8-2       |
| 3 | FC Super Sport Sofia | 0 - 1 - 2 | 1      | 3-10      |
| 4 | MSK Žiar nad Hronom  | 0 - 1 - 2 | 1      | 3-10      |

| datum      | thuisclub            | uitslag | uitclub              |
| ---------- | -------------------- | ------- | -------------------- |
| 20-07-2004 | SK Slavia Praag      | 4-0     | MSK Žiar nad Hronom  |
| 20-07-2004 | Alma KTZH            | 5-1     | FC Super Sport Sofia |
| 22-07-2004 | SK Slavia Praag      | 3-0     | FC Super Sport Sofia |
| 22-07-2004 | MSK Žiar nad Hronom  | 0-4     | Alma KTZH            |
| 24-07-2004 | Alma KTZH            | 2-1     | SK Slavia Praag      |
| 24-07-2004 | FC Super Sport Sofia | 2-2     | MSK Žiar nad Hronom  |

|   | club                 | w - g - v | punten | doelsaldo |
| - | -------------------- | --------- | ------ | --------- |
| 1 | FC Voronezj          | 3 - 0 - 0 | 9      | 27-0      |
| 2 | Gömrükcü Bakoe       | 2 - 0 - 1 | 6      | 16-4      |
| 3 | Gintra Universitetas | 1 - 0 - 2 | 3      | 1-14      |
| 4 | KFF Sciponjat        | 0 - 0 - 3 | 0      | 1-27      |

| datum      | thuisclub            | uitslag | uitclub              |
| ---------- | -------------------- | ------- | -------------------- |
| 20-07-2004 | FC Voronezj          | 13-0    | KFF Sciponjat        |
| 20-07-2004 | Gömrükcü Bakoe       | 3-0     | Gintra Universitetas |
| 22-07-2004 | KFF Sciponjat        | 1-13    | Gömrükcü Bakoe       |
| 22-07-2004 | FC Voronezj          | 11-0    | Gintra Universitetas |
| 24-07-2004 | Gömrükcü Bakoe       | 0-3     | FC Voronezj          |
| 24-07-2004 | Gintra Universitetas | 1-0     | KFF Sciponjat        |

|   | club                | w - g - v | punten | doelsaldo |
| - | ------------------- | --------- | ------ | --------- |
| 1 | FC Bobruichanka     | 3 - 0 - 0 | 9      | 7-2       |
| 2 | FC Codru Anenii Noi | 1 - 1 - 1 | 4      | 6-4       |
| 3 | Viktoria Budapest   | 1 - 1 - 1 | 4      | 6-4       |
| 4 | Pärnu JK            | 0 - 0 - 3 | 0      | 2-11      |

| datum      | thuisclub           | uitslag | uitclub             |
| ---------- | ------------------- | ------- | ------------------- |
| 20-07-2004 | FC Bobruichanka     | 2-0     | FC Codru Anenii Noi |
| 20-07-2004 | Viktoria Budapest   | 4-0     | Pärnu JK            |
| 22-07-2004 | FC Codru Anenii Noi | 1-1     | Viktoria Budapest   |
| 22-07-2004 | FC Bobruichanka     | 2-1     | Pärnu JK            |
| 24-07-2004 | Viktoria Budapest   | 1-3     | FC Bobruichanka     |
| 24-07-2004 | Pärnu JK            | 1-5     | FC Codru Anenii Noi |

|   | club                  | w - g - v | punten | doelsaldo |
| - | --------------------- | --------- | ------ | --------- |
| 1 | ZNK Krka Novo Mesto * | 2 - 0 - 1 | 6      | 4-4       |
| 2 | KR Reykjavik *        | 2 - 0 - 1 | 6      | 5-3       |
| 3 | Ter Leede             | 1 - 1 - 1 | 4      | 3-2       |
| 4 | Malmin PS Helsinki    | 0 - 1 - 2 | 1      | 3-6       |

| datum      | thuisclub           | uitslag | uitclub             |
| ---------- | ------------------- | ------- | ------------------- |
| 20-07-2004 | Ter Leede           | 0-1     | KR Reykjavik        |
| 20-07-2004 | Malmin PS Helsinki  | 1-2     | ZNK Krka Novo Mesto |
| 22-07-2004 | KR Reykjavik        | 3-1     | Malmin PS Helsinki  |
| 22-07-2004 | Ter Leede           | 2-0     | ZNK Krka Novo Mesto |
| 24-07-2004 | ZNK Krka Novo Mesto | 2-1     | KR Reykjavik        |
| 24-07-2004 | Malmin PS Helsinki  | 1-1     | Ter Leede           |

|   | club                | w - g - v | punten | doelsaldo |
| - | ------------------- | --------- | ------ | --------- |
| 1 | ZFK Niš             | 3 - 0 - 0 | 9      | 10-2      |
| 2 | Hibernian Edinburgh | 2 - 0 - 1 | 6      | 9-6       |
| 3 | KFC Rapide Wezemaal | 1 - 0 - 2 | 3      | 5-7       |
| 4 | ZNK Maksimir        | 0 - 0 - 3 | 0      | 0-9       |

| datum      | thuisclub           | uitslag | uitclub             |
| ---------- | ------------------- | ------- | ------------------- |
| 20-07-2004 | Hibernian Edinburgh | 5-0     | ZNK Maksimir        |
| 20-07-2004 | ZFK Niš             | 4-1     | KFC Rapide Wezemaal |
| 22-07-2004 | ZFK Niš             | 2-0     | ZNK Maksimir        |
| 22-07-2004 | KFC Rapide Wezemaal | 2-3     | Hibernian Edinburgh |
| 24-07-2004 | Hibernian Edinburgh | 1-4     | ZFK Niš             |
| 24-07-2004 | ZNK Maksimir        | 0-2     | KFC Rapide Wezemaal |

|   | club             | w - g - v | punten | doelsaldo |
| - | ---------------- | --------- | ------ | --------- |
| 1 | KS AZS Wrocław   | 3 - 0 - 0 | 9      | 9-2       |
| 2 | Metalist Charkov | 2 - 0 - 1 | 6      | 10-4      |
| 3 | KÍ Klaksvík      | 1 - 0 - 2 | 3      | 6-7       |
| 4 | Cardiff City FC  | 0 - 0 - 3 | 0      | 2-14      |

| datum      | thuisclub        | uitslag | uitclub          |
| ---------- | ---------------- | ------- | ---------------- |
| 20-07-2004 | Metalist Charkov | 2-1     | KÍ Klaksvík      |
| 20-07-2004 | KS AZS Wrocław   | 2-1     | Cardiff City FC  |
| 22-07-2004 | Metalist Charkov | 8-1     | Cardiff City FC  |
| 22-07-2004 | KÍ Klaksvík      | 1-5     | KS AZS Wrocław   |
| 24-07-2004 | Cardiff City FC  | 0-4     | KÍ Klaksvík      |
| 24-07-2004 | KS AZS Wrocław   | 2-0     | Metalist Charkov |

|   | club                  | w - g - v | punten | doelsaldo |
| - | --------------------- | --------- | ------ | --------- |
| 1 | Athletic Bilbao       | 2 - 1 - 0 | 7      | 16-4      |
| 2 | CFF Clujana Cluj      | 1 - 1 - 1 | 4      | 3-5       |
| 3 | Maccabi Holon         | 1 - 1 - 1 | 4      | 3-3       |
| 4 | Newtownabbey Strikers | 0 - 1 - 2 | 1      | 5-15      |

| datum      | thuisclub             | uitslag | uitclub               |
| ---------- | --------------------- | ------- | --------------------- |
| 20-07-2004 | Athletic Bilbao       | 10-3    | Newtownabbey Strikers |
| 20-07-2004 | CFF Clujana Cluj      | 0-0     | Maccabi Holon         |
| 22-07-2004 | Athletic Bilbao       | 1-1     | Maccabi Holon         |
| 22-07-2004 | Newtownabbey Strikers | 0-3     | CFF Clujana Cluj      |
| 24-07-2004 | CFF Clujana Cluj      | 0-5     | Athletic Bilbao       |
| 24-07-2004 | Maccabi Holon         | 2-2     | Newtownabbey Strikers |

|   | club              | w - g - v | punten | doelsaldo |
| - | ----------------- | --------- | ------ | --------- |
| 1 | AE Aegina         | 3 - 0 - 0 | 9      | 10-0      |
| 2 | FFC Zuchwil 05    | 2 - 0 - 1 | 6      | 17-2      |
| 3 | SFK 2000 Sarajevo | 1 - 0 - 2 | 3      | 5-6       |
| 4 | PAOK Ledra        | 0 - 0 - 3 | 0      | 1-25      |

| datum      | thuisclub         | uitslag | uitclub           |
| ---------- | ----------------- | ------- | ----------------- |
| 20-07-2004 | FFC Zuchwil 05    | 4-0     | SFK 2000 Sarajevo |
| 20-07-2004 | AE Aegina         | 7-0     | PAOK Ledra        |
| 22-07-2004 | FFC Zuchwil 05    | 13-1    | PAOK Ledra        |
| 22-07-2004 | SFK 2000 Sarajevo | 0-2     | AE Aegina         |
| 24-07-2004 | PAOK Ledra        | 0-5     | SFK 2000 Sarajevo |
| 24-07-2004 | AE Aegina         | 1-0     | FFC Zuchwil 05    |

|   | club                         | w - g - v | punten | doelsaldo |
| - | ---------------------------- | --------- | ------ | --------- |
| 1 | Montpellier HSC              | 3 - 0 - 0 | 9      | 13-0      |
| 2 | SV Neulengbach               | 2 - 1 - 0 | 7      | 7-10      |
| 3 | SU 1° Dezembro               | 0 - 1 - 2 | 1      | 2-5       |
| 4 | University College Dublin FC | 0 - 1 - 2 | 1      | 3-10      |

| datum      | thuisclub       | uitslag | uitclub                      |
| ---------- | --------------- | ------- | ---------------------------- |
| 20-07-2004 | Montpellier HSC | 5-0     | University College Dublin FC |
| 20-07-2004 | SU 1° Dezembro  | 1-3     | SV Neulengbach               |
| 22-07-2004 | Montpellier HSC | 7-0     | SV Neulengbach               |
| 22-07-2004 | SU 1° Dezembro  | 1-1     | University College Dublin FC |
| 24-07-2004 | SU 1° Dezembro  | 0-1     | Montpellier HSC              |
| 24-07-2004 | SV Neulengbach  | 4-2     | University College Dublin FC |

## Groepsfase
|   | club                | w - g - v | punten | doelsaldo |
| - | ------------------- | --------- | ------ | --------- |
| 1 | Umeå IK             | 3 - 0 - 0 | 9      | 20-2      |
| 2 | FC Bobruichanka     | 1 - 1 - 1 | 4      | 5-5       |
| 3 | ZFK Niš             | 1 - 1 - 1 | 4      | 2-8       |
| 4 | ZNK Krka Novo Mesto | 0 - 0 - 3 | 0      | 1-13      |

| datum      | thuisclub           | uitslag | uitclub             |
| ---------- | ------------------- | ------- | ------------------- |
| 14-09-2004 | Umeå IK             | 7-1     | ZNK Krka Novo Mesto |
| 14-09-2004 | ZFK Niš             | 0-0     | FC Bobruichanka     |
| 16-09-2004 | Umeå IK             | 5-1     | FC Bobruichanka     |
| 16-09-2004 | ZFK Niš             | 2-0     | ZNK Krka Novo Mesto |
| 18-09-2004 | ZFK Niš             | 0-8     | Umeå IK             |
| 18-09-2004 | ZNK Krka Novo Mesto | 0-4     | FC Bobruichanka     |

|   | club                  | w - g - v | punten | doelsaldo |
| - | --------------------- | --------- | ------ | --------- |
| 1 | Arsenal LFC           | 3 - 0 - 0 | 9      | 10-3      |
| 2 | Djurgårdens IF/Älvsjö | 2 - 0 - 1 | 6      | 8-3       |
| 3 | Athletic Bilbao       | 1 - 0 - 2 | 3      | 9-6       |
| 4 | AE Aegina             | 0 - 0 - 3 | 0      | 2-17      |

| datum      | thuisclub             | uitslag | uitclub         |
| ---------- | --------------------- | ------- | --------------- |
| 14-09-2004 | Arsenal FC            | 2-2     | Athletic Bilbao |
| 14-09-2004 | Djurgårdens IF/Älvsjö | 5-0     | AE Aegina       |
| 16-09-2004 | AE Aegina             | 1-7     | Arsenal FC      |
| 16-09-2004 | Djurgårdens IF/Älvsjö | 3-2     | Athletic Bilbao |
| 18-09-2004 | Djurgårdens IF/Älvsjö | 0-1     | Arsenal FC      |
| 18-09-2004 | Athletic Bilbao       | 5-1     | AE Aegina       |

|   | club                   | w - g - v | punten | doelsaldo |
| - | ---------------------- | --------- | ------ | --------- |
| 1 | 1. FFC Turbine Potsdam | 3 - 0 - 0 | 9      | 17-6      |
| 2 | Torres Terra Sarda     | 2 - 0 - 1 | 6      | 12-8      |
| 3 | KS AZS Wroclaw         | 1 - 0 - 2 | 3      | 3-9       |
| 4 | Montpellier HSC        | 0 - 0 - 3 | 0      | 1-10      |

| datum      | thuisclub              | uitslag | uitclub            |
| ---------- | ---------------------- | ------- | ------------------ |
| 14-09-2004 | Torres Terra Sarda     | 5-0     | KS AZS Wroclaw     |
| 14-09-2004 | 1. FFC Turbine Potsdam | 6-0     | Montpellier HSC    |
| 16-09-2004 | Montpellier HSC        | 1-2     | Torres Terra Sarda |
| 16-09-2004 | 1. FFC Turbine Potsdam | 6-0     | KS AZS Wroclaw     |
| 18-09-2004 | 1. FFC Turbine Potsdam | 7-5     | Torres Terra Sarda |
| 18-09-2004 | Montpellier HSC        | 0-2     | KS AZS Wroclaw     |

|   | club              | w - g - v | punten | doelsaldo |
| - | ----------------- | --------- | ------ | --------- |
| 1 | Trondheims-Ørn SK | 2 - 1 - 0 | 7      | 6-1       |
| 2 | FC Voronezj       | 1 - 2 - 0 | 5      | 16-3      |
| 3 | Brøndby IF        | 1 - 1 - 1 | 4      | 3-3       |
| 4 | Alma KTZH         | 0 - 0 - 3 | 0      | 1-9       |

| datum      | thuisclub         | uitslag | uitclub     |
| ---------- | ----------------- | ------- | ----------- |
| 14-09-2004 | Trondheims-Ørn SK | 3-0     | Alma KTZH   |
| 14-09-2004 | Brøndby IF        | 1-1     | FC Voronezj |
| 16-09-2004 | Trondheims-Ørn SK | 1-1     | FC Voronezj |
| 16-09-2004 | Brøndby IF        | 2-0     | Alma KTZH   |
| 18-09-2004 | Trondheims-Ørn SK | 2-0     | Brøndby IF  |
| 18-09-2004 | FC Voronezj       | 4-1     | Alma KTZH   |

## Knock-outfase

### Kwartfinale
| club 1                | 1e w | 2e w | club 2                 |
| --------------------- | ---- | ---- | ---------------------- |
| FC Voronezj           | 1-1  | 1-4  | 1. FFC Turbine Potsdam |
| Djurgårdens IF/Älvsjö | 2-1  | 1-0  | Umeå IK                |
| FC Bobruichanka       | 0-4  | 1-2  | Trondheims-Ørn SK      |
| Torres Terra Sarda    | 2-0  | 1-4  | Arsenal LFC            |

### Halve finale
| club 1                 | 1e w | 2e w | club 2            |
| ---------------------- | ---- | ---- | ----------------- |
| 1. FFC Turbine Potsdam | 4-0  | 3-1  | Trondheims-Ørn SK |
| Djurgårdens IF/Älvsjö  | 1-1  | 1-0  | Arsenal FC        |

### Finale
De finale werd over twee wedstrijden gespeeld op 15 en 21 mei 2005.
| club 1                | 1e w | 2e w | club 2                 |
| --------------------- | ---- | ---- | ---------------------- |
| Djurgårdens IF/Älvsjö | 0-2  | 1-3  | 1. FFC Turbine Potsdam |